# Rudolf Schmidt (Historiker)
Rudolf Schmidt (* 5. Februar 1875 in Dillingen, Landkreis Saarlouis; † 22. Oktober 1943 in Eberswalde) war ein brandenburgischer Journalist, Heimatforscher und Regionalhistoriker.

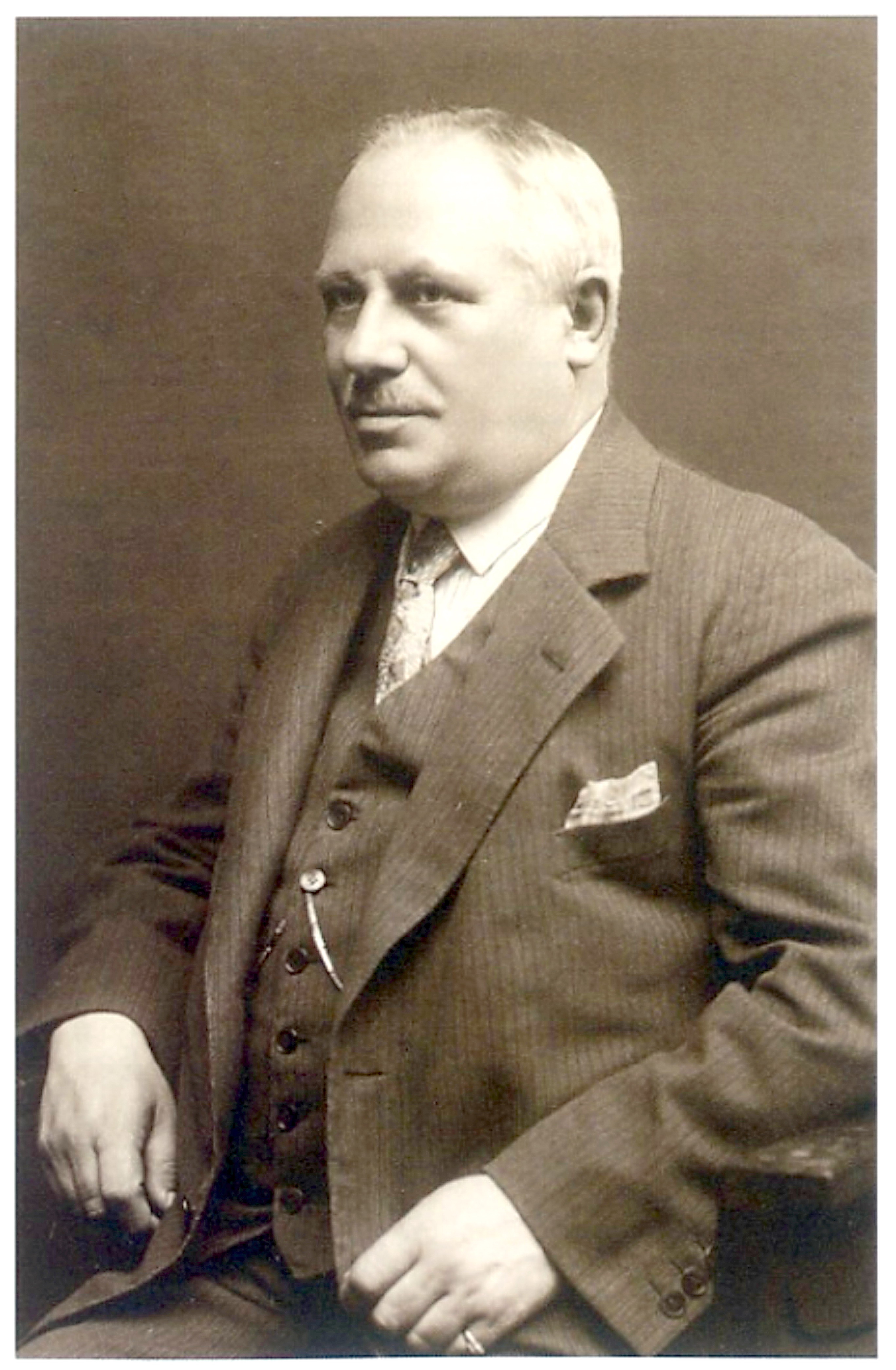
Rudolf Schmidt, brandenburgischer Herausgeber, Redakteur, Heimatforscher und Regionalhistoriker

## Leben und Wirken

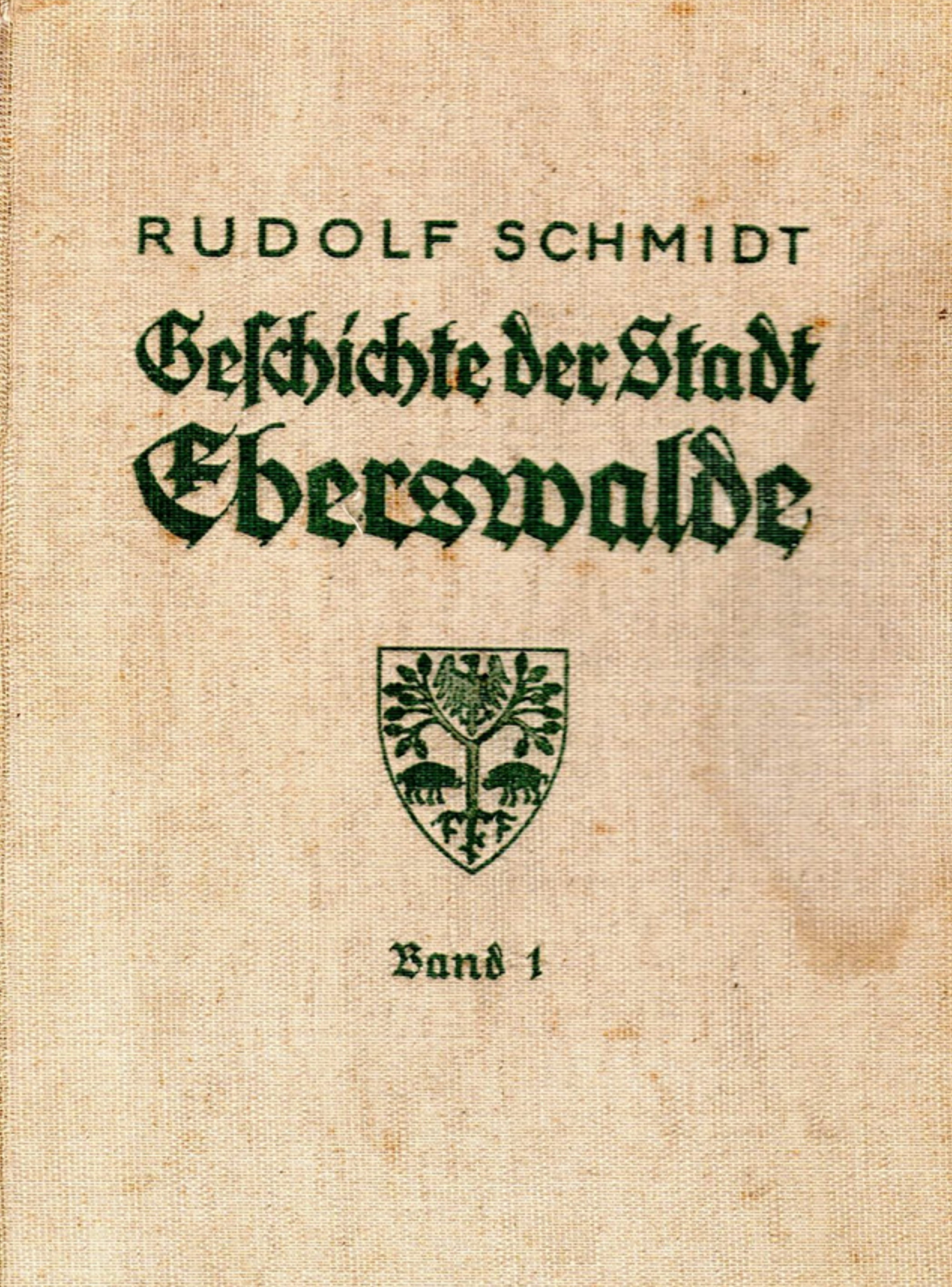
Geschichte der Stadt Eberswalde, Band 1, Verlagsgesellschaft Rudolf Müller, Eberswalde (1939)

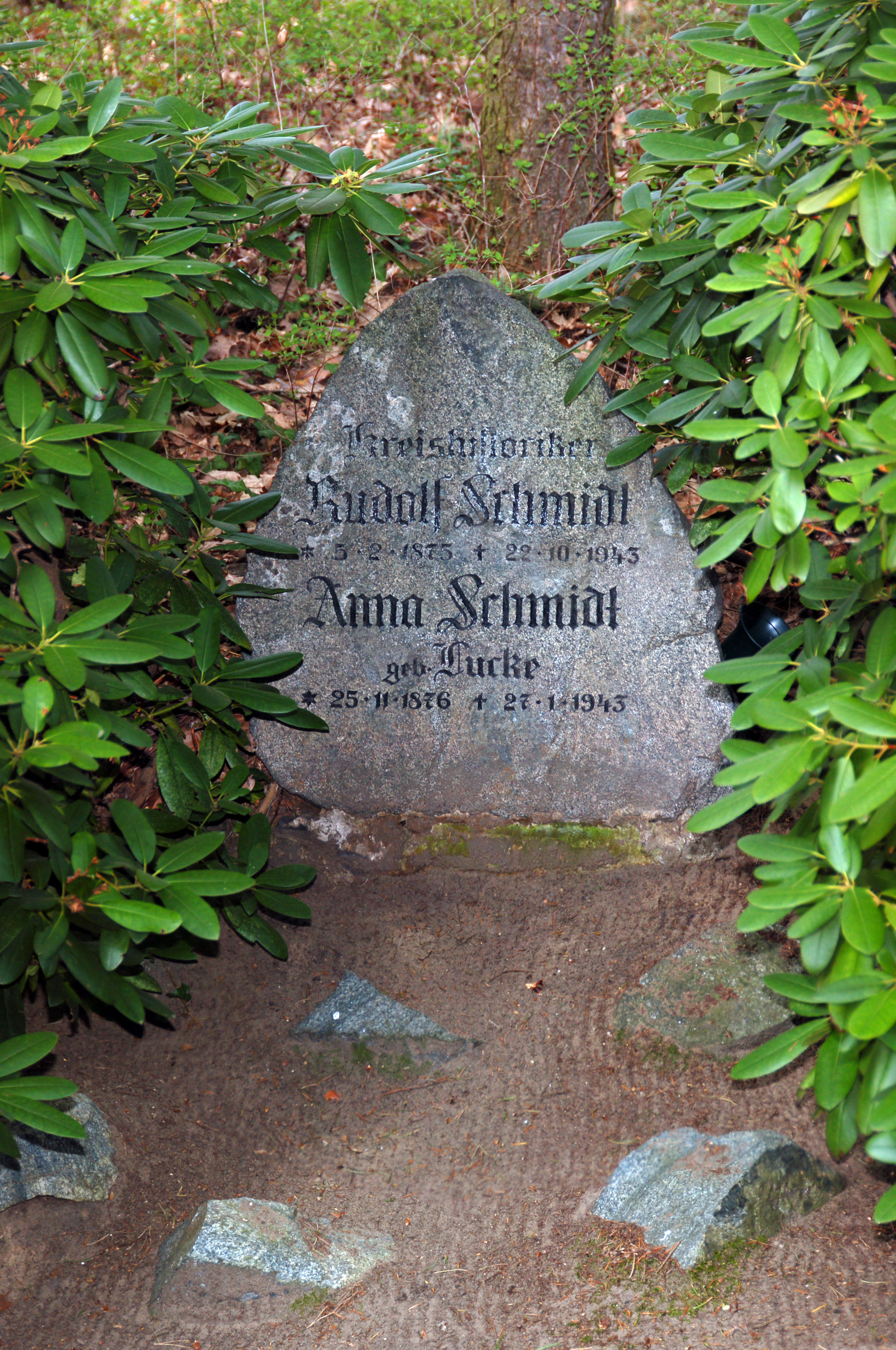
Grabstelle Rudolf Schmidt auf dem Waldfriedhof Eberswalde

Rudolf Schmidt ließ sich nach der Ausbildung als Buchhändler (von 1890 bis 1892 in Neustadt an der Weinstraße) und nach anschließender Tätigkeit als Redakteur im Jahre 1903 in Eberswalde nieder. Als Schriftleiter war er 17 Jahre bei der Eberswalder Zeitung und danach sieben Jahre beim Oberbarnimer Kreisblatt tätig. Seine journalistische Arbeit führte ihn zur Heimatforschung. Er begann ab 1904 mit dem Sammeln, Sichten und Ordnen von Nachrichten und Schriften, die er später für seine zahlreichen Publikationen zur Regionalgeschichte der damaligen brandenburgischen Landkreise Oberbarnim, Angermünde und Templin verwendete. Bis 1940 verfasste er 57 eigene Publikationen.
Im Jahre 1904 gründete Rudolf Schmidt die Eberswalder Heimatblätter, die später unter dem Titel Brandenburg - Zeitschrift für Heimatkunde und Heimatpflege fortgesetzt und mit ihm als Herausgeber beim Verlag August Arendt und der Verlagsgesellschaft Rudolf Müller in Eberswalde publiziert wurden. Um 1907 agierte er selbst als Verleger einer heimatkundlichen Schrift der Region. Ab 1920 stellte er im Auftrag des damaligen Landrates des Kreises Oberbarnim eine 16 Bände umfassende Geschichte dieses Kreises (Heimatbücher des Kreises Oberbarnim) zusammen. Ab 1922 wurden ihm die Redaktionen des Oberbarnimer, Angermünder, Templiner und Niederlausitzer Kreiskalenders übertragen.
Schmidts bekanntestes Werk ist die Geschichte der Stadt Eberswalde in zwei Bänden, welches noch heute als Referenzwerk gilt.
In Eberswalde wird Rudolf Schmidt wegen seiner bildhaften und doch sachlichen Beschreibung von Stadt und Umgebung hoch geschätzt. Ungewöhnlich für einen Heimatforscher hat Schmidt in seinen Werken stets darauf geachtet, seine Aussagen mit umfangreichen Quellenzitaten zu belegen. Deshalb sind manche seiner Arbeiten bis heute von wissenschaftlichem Wert.
Rudolf Schmidt war Mitglied der NSDAP. Dennoch vernichtete er aus seinem Archiv nicht die zirka 45 historischen Akten zur Geschichte der Eberswalder Synagogen-Gemeinde und schrieb im Band II in Kapitel 80 über Die Juden in Eberswalde.
Das Grab von Rudolf Schmidt befindet sich auf dem Eberswalder Waldfriedhof.
Der Nachlass Schmidts wird heute in der Stadt- und Landesbibliothek Potsdam und im Kreisarchiv Barnim verwahrt. Er umfasst neben Büchern, Zeitungen und Zeitschriften auch eine historische Landkartensammlung, Manuskripte, Materialsammlungen, Korrespondenzen und Fotografien. Seine private Bibliothek, die er Bibliotheca Brandenburgica nannte, ist heute ein eigener geschlossener Bestand in der Stadt- und Landesbibliothek Potsdam. Sie umfasst mehr als 5.000 Bücher.

## Schriften

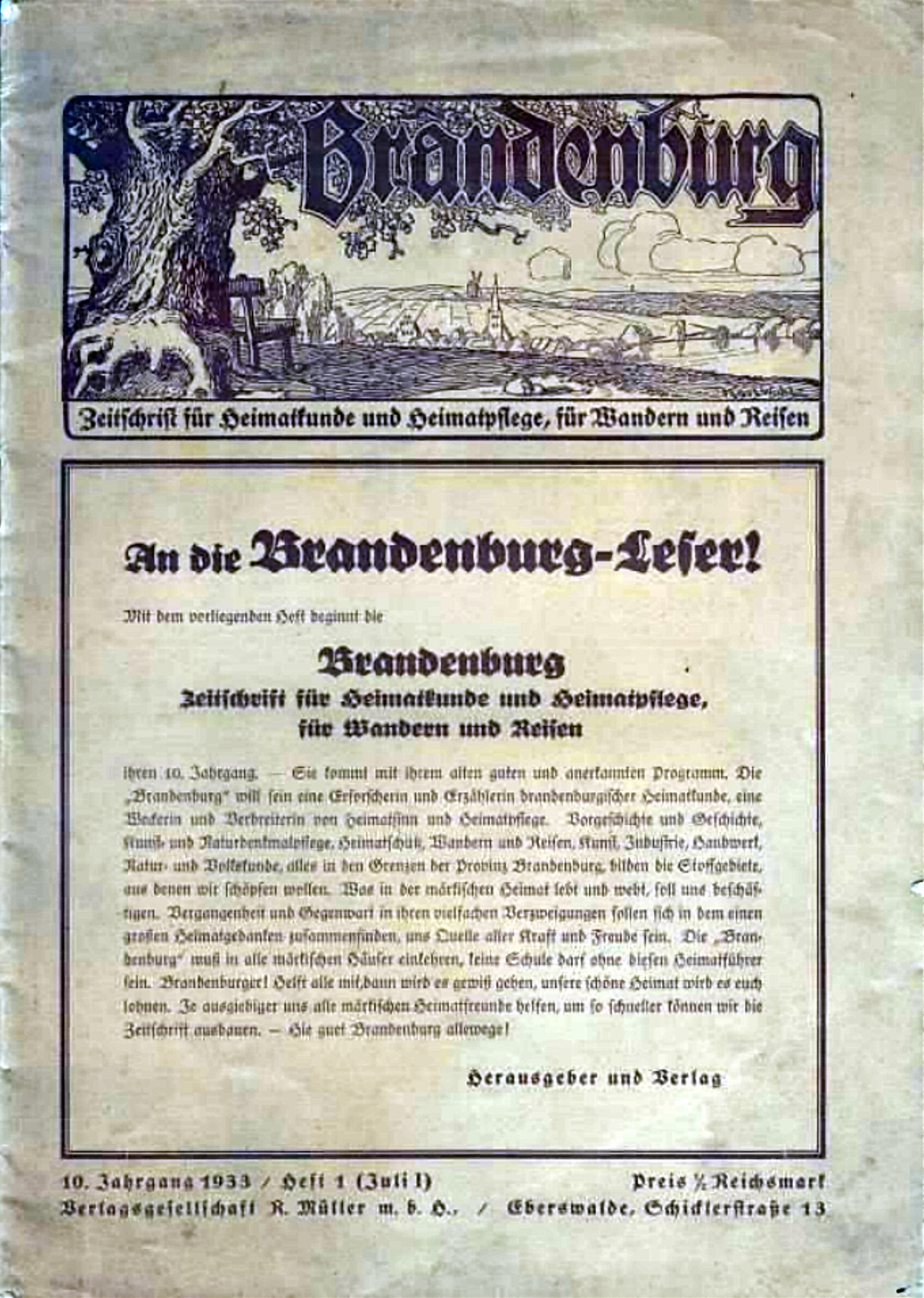
Aufruf in der Zeitschrift "Brandenburg", Herausgeber Rudolf Schmidt und Verleger Rudolf Müller

- Deutsche Buchhändler. Deutsche Buchdrucker. Beiträge zu einer Firmengeschichte des deutschen Buchgewerbes. 6 Bände, Franz Weber, Berlin 1902–1908 (Band 6 im Verlag von Rudolf Schmidt, Eberswalde 1908) (Digitalisat); Nachdruck in einem Band: Olms, Hildesheim 1979, ISBN 3-487-06943-1.
- Rudolf Schmidt: Eberswalde in Sage und Geschichte, Sitte und Brauch. Selbstverlag des Vereins für Heimatkunde, Eberswalde 1912. (Digitalisat der Staatsbibliothek zu Berlin)
- Christian Samuel Ulrichs Beschreibung der Stadt Wriezen. Neu hrsg. von Rudolf Schmidt. Settekorn, Wriezen 1910.
- Chorin Kloster und Amt. Ein Beitrag zur Heimatkunde. Verlag von Rudolf Schmidt, Eberswalde 1909.
- Eberswalder Wander-Buch. Verlag von Aug. Arendt 1924.
- 6 Höhendörfer im Kreise Oberbarnim: zur Heimatgeschichte von Trampe, Klobbicke, Tuchen, Heckelberg, Freudenberg, Beiersdorf. Kreisausschuß des Kreises Oberbarnim, Bad Freienwalde (Oder) 1926, urn:nbn:de:kobv:517-vlib-8998.
- Zur Geschichte unserer heimischen jüdischen Gemeinden. Verlag von Rudolf Schmidt, Eberswalde 1929.[3]
- Der Finowkanal. Zur Geschichte seiner Entwicklung (= Mitteilungen des Vereins für Heimatkunde zu Eberswalde e. V., 11. Jg. 1938).
- Geschichte des Geschlechts von Buch. Im Dienste für Volk und Staat. 700 Jahre Hüter der Scholle. Lebensbilder und Heimatgeschichte. Im Auftrag des Familienverbandes. 2 Bände. Verlagsgesellschaft Müller, Eberswalde 1939 und 1940.
- Geschichte der Stadt Eberswalde. Verlagsgesellschaft Müller, Eberswalde
  - Band 1: Bis 1740, 1939. Nachdruck online, PDF
  - Band 2: 1740–1940, 1941. Nachdruck online, PDF
  - Nachdruck: Eberswalde 1992 (Band 1) und 1994 (Band 2).
- Geschichte der Stadt Biesenthal. 2. Auflage. Verlagsgesellschaft Müller, Eberswalde 1941.
- Oberbarnimer Heimatbücher. 16. Bände. Freienwalde 1924–1934.